# Doraemon: Nobita to tetsujin heidan
Doraemon: Nobita to tetsujin heidan (ドラえもん のび太と鉄人兵団?, Doraemon - Nobita to tetsujin heidan, lett. Doraemon - Nobita e le truppe d'acciaio) è un film d'animazione del 1986 diretto da Tsutomu Shibayama.
È il settimo film, del genere giapponese per bambini (kodomo), tratto dalla serie Doraemon di Fujiko Fujio.
Il film è un omaggio a molti anime di fantascienza con soggetto i robot giganti, o mecha, come Gundam e Mazinger. Il film è stato successivamente rifatto in 3D.

## Trama
Dopo aver trovato uno strano blocco di metallo al Polo Nord, Nobita porta l'enorme oggetto a casa sua insieme ad una strana sfera. Con sua grande sorpresa, dei blocchi di metallo cominciano a cadere dal cielo ed atterrare nel suo cortile. In realtà quei blocchi sono  componenti di un robot gigante che Doraemon e Nobita segretamente assemblano in un mondo specchio creato da uno dei "chusky" di Doraemon. L'enorme automa appartiene a una misteriosa ragazza di nome Riruru. Lei è venuta qui a causa di un plotone di uomini di ferro diretti verso la Terra per schiavizzare l'intera popolazione umana. Doraemon e i suoi amici devono quindi sconfiggere la minaccia meccanizzata per salvare l'umanità.

## Colonna sonora

### Sigle
| Giappone | Giappone                             | Giappone     | Giappone |
| Tipo     | Titolo                               | Cantante     |          |
| -------- | ------------------------------------ | ------------ | -------- |
| Opening  | Doraemon no uta (ドラえもんのうた?)  | Kumiko Ōsugi |          |
| Ending   | Watashi ga fushigi (わたしが不思議?) | Kumiko Ōsugi |          |

## Distribuzione
Il film è stato proiettato per la prima volta nelle sale cinematografiche giapponesi il 15 marzo 1986.
Nel 2011, il film è stato oggetto di un remake dal titolo Doraemon: Shin Nobita to tetsujin heidan ~Habatake tenshi-tachi~. Questo remake è stato prodotto sia in versione normale che in 3D.

## Accoglienza
Il film ha incassato in totale circa 2.781.156.414.99 yen.